# 小行星2707
小行星2707（2707 Ueferji）是一颗围绕太阳公转的小行星。1981年8月28日，亨利·德波鸿诺在拉西拉天文台发现了此天体。
該小行星以位於巴西里約熱內盧的里約熱內盧聯邦大學命名。
这颗小行星的绝对星等为342.4795550397223等。